# Wzgórza Glen Lochay
Wzgórza Glen Lochay - pasmo w Grampianach Centralnych, w Szkocji. Pasmo to graniczy z Bridge of Orchy na zachodzie i północnym zachodzie, z Glen Lyon na północy, Pasmem Lawers na północnym wschodzie, Grupą Loch Earn na wschodzie, z Crianlarich/Balquhidder na południu oraz z Tyndrum na południowym zachodzie. Najwyższym szczytem jest Beinn Heasgarnich, który osiąga wysokość 1078 m.
Najważniejsze szczyty:
- Beinn Heasgarnich (1078 m),
- Creag Mhòr (1047 m),
- Stob an Fhir-Bhogha (1029 m),
- Beinn Challuim (1025 m).